# Tansei
Les satellites Tansei (bleu clair en japonais couleur de l'Université de Tokyo auquel est rattaché l'ISAS) sont une série de quatre petits engins spatiaux expérimentaux développés par l'agence spatiale japonaise ISAS et lancés entre 1971 et 1980 pour vérifier les performances des lanceurs Mu et pour tester de nouveaux équipements spatiaux.

## Tansei
Tansei (MS-T1) est lancé le 16 février 1971 à 04 h 00 TU par le lanceur M-4S # 2. Il s'agit du premier tir de cette famille de lanceur qui est utilisé par l'ISAS jusqu'en 2006 pour placer en orbite des satellites scientifiques et des sondes spatiales. Tansei est également le deuxième satellite japonais. Le satellite a pour objectif de tester les performances du lanceur ainsi que le système de contrôle thermique, de régulation de l'énergie électrique, de télémétrie... Le satellite est placé sur une orbite terrestre quasi circulaire (990 × 1 100 km) avec une inclinaison de 30° qu'il parcourt en 106 minutes. Le satellite d'une masse de 63 kg a la forme d'une sphère de 75 cm de diamètre recouverte de cellules solaires. Les tests des équipements  sont effectués jusqu'au 23 février 1971 après 96 révolutions.

## Tansei-2
Tansei-2 (MS-T2) est lancé le 16 février 1974 à 05 h 00 TU par le lanceur M-3C # 1. Le satellite a pour objectif de tester les performances du lanceur ainsi que des équipements de contrôle d'attitude par géomagnétisme et par roue de réaction. Le satellite est placé sur une orbite terrestre elliptique (390 × 3 240 km) avec une inclinaison de 31° qu'il parcourt en 122 minutes. Tansei-2 d'une masse de 129 kg a la forme d'un cylindre octogonal d'une hauteur de 45 cm et de 75 cm de diamètre. Les équipements sont testés jusqu'au 23 janvier 1983.

## Tansei-3
Tansei-3 (MS-T3) est lancé le 19 février 1977 à 09 h 15 TU par le lanceur M-3H # 1. Le satellite a pour objectif de tester les performances du lanceur ainsi que celles de plusieurs équipements avant leur installation sur des satellites scientifiques :
- contrôle d'attitude par géomagnétisme.
- contrôle de la vitesse de rotation par moteur à gaz froid.

Le satellite embarque également un moniteur ultraviolet. Le satellite est placé sur une orbite terrestre elliptique (790 × 3 810 km) avec une inclinaison de 66° qu'il parcourt en 134 minutes. Le satellite d'une masse de 129 kg a la forme d'un cylindre d'une hauteur de 80 cm et d'un diamètre de 93,12 cm recouvert de cellules solaires. Les tests des équipements ainsi que des observations scientifiques sont effectués jusqu'au 8 mars 1977. Le test du moteur à jet de gaz froid ne peut être mené à bien à la suite d'un dysfonctionnement d'une valve.

## Tansei-4
Tansei-4 (MS-T4) est lancé le 17 février 1980 à 9 h 40 TU par le lanceur M-3S # 1. Le satellite a pour objectif de tester les performances du lanceur ainsi que celles de plusieurs équipements avant leur déploiement sur des satellites :
- contrôle d'attitude par géomagnétisme.
- contrôle d'attitude par roue de réaction.
- détermination de la position du satellite par télémétrie laser sur satellites.
- détermination de la position du satellite par transpondeur radar.
- test d'un propulseur magnétoplasmadynamique.

Le satellite embarque également un magnétomètre et un spectromètre de Bragg. Tansei-4 est placé sur une orbite terrestre quasi circulaire (521 x 606 km) avec une inclinaison de 39° qu'il parcourt en 96 minutes. Le satellite d'une masse de 185 kg a la forme d'un octogone cylindrique d'une hauteur de 85 cm et de 92,8 cm de diamètre sur lequel s'articule 4 panneaux solaires. Les tests d'équipements ainsi que des observations scientifiques sont effectués jusqu'au 14 mai 1983.